# Мужская сборная Литвы по софтболу
Мужская национальная сборная Литвы по софтболу — представляет Литву на международных софтбольных соревнованиях. Управляющей организацией является Литовская федерация софтбола (лит. Lietuvos Softbolo federacija, англ. Lithuanian Softball Federation).

## Результаты выступлений

### Чемпионаты Европы
| Год       | Победы         | Поражения      | Место          |
| --------- | -------------- | -------------- | -------------- |
| 1993—2016 | не участвовали | не участвовали | не участвовали |
| 2018      | 0              | 8              | 12             |
| 2021      | 0              | 9              | 9              |